# Vega de las Mercedes
Vega de las Mercedes es una de las entidades de población que forman el municipio de San Cristóbal de La Laguna, en la isla de Tenerife —Canarias, España—.
Administrativamente se incluye en la Zona 6 del municipio.

## Características
Este barrio se sitúa a unos tres kilómetros al nordeste de la capital municipal y a una altitud media de 578 m s. n. m.
Vega de las Mercedes cuenta con los centros de enseñanza colegio Decroly y CEIP Las Mercedes, con una gasolinera, con el campo municipal de fútbol El Rayo, una plaza pública, una ermita, y con varios pequeños comercios. Aquí se encuentra también el parque público La Vega.

## Demografía
| Año        | 2000  | 2001  | 2002  | 2003  | 2004  | 2005  | 2006  | 2007  | 2008  | 2009  | 2010  | 2011  | 2012  | 2013  | 2014  |
| ---------- | ----- | ----- | ----- | ----- | ----- | ----- | ----- | ----- | ----- | ----- | ----- | ----- | ----- | ----- | ----- |
| Habitantes | 2.432 | 2.590 | 2.678 | 2.679 | 2.660 | 2.722 | 2.726 | 2.739 | 2.853 | 2.951 | 3.079 | 2.948 | 2.891 | 2.888 | 2.907 |

## Comunicaciones
Se llega al barrio principalmente a través de la Carretera Vía de Ronda TF-13 y de la avenida de la República Argentina.

### Transporte público
En autobús —guagua— queda conectado mediante las siguientes líneas de TITSA: 
| Línea | Trayecto                                                                                                  | Recorrido     |
| ----- | --- | ------------- |
| 050   | La Laguna - Tegueste - Bajamar - Punta del Hidalgo                                                        | Horario/Línea |
| 051   | Circular La Laguna - Tejina - Tacoronte - La Laguna                                                       | Horario/Línea |
| 076   | La Laguna - Las Carboneras - Afur                                                                         | Horario/Línea |
| 077   | La Laguna - El Bailadero (por Las Mercedes                                                                | Horario/Línea |
| 105   | Santa Cruz - Punta del Hidalgo (por La Laguna)                                                            | Horario/Línea |
| 204   | La Laguna - Plza. del Cristo - El Bronco - Lomo Largo - El Rayo - Urb. Aguere - Trinidad - Intercambiador | Horario/Línea |
| 270   | La Laguna - Las Mercedes (por Las Canteras)                                                               | Horario/Línea |
| 271   | La Laguna - El Camino - Cruz de Álamos - Las Mercedes                                                     | Horario/Línea |
| 273   | La Laguna - Cruz del Carmen (por Las Mercedes)                                                            | Horario/Línea |
| 274   | La Laguna - El Batán (por Las Mercedes)                                                                   | Horario/Línea |
| 275   | La Laguna - Las Carboneras - Taborno                                                                      | Horario/Línea |

## Lugares de interés
- Parque La Vega[4]